# Johan Olof Ekmark
Johan Olof Ekmark, född 10 februari 1841 i Örebro, död 18 maj 1896 i Stockholm, var en svensk historiker och läroboksförfattare.
Ekmark blev student vid Uppsala universitet 1858 och filosofie doktor 1869. Han var från 1875 kollega vid Östermalms läroverk i Stockholm och 1882–1887 därjämte medföreståndare för en förberedande elementarskola. Han utgav Läsebok till Odhners svenska historia (två band, 1884–1885) och Läsebok till allmänna historien (1891) samt redigerade "Svensk läsebok för de allmänna läroverkens tre lägsta klasser" (1887; andra upplagan i tre band, 1890–1891) och "Svensk läsebok för de allmänna läroverkens fjärde och femte klasser" (två band, 1888). Han utarbetade även en Lärobok i allmänna historien (andra upplagan 1892). Ekmark är gravsatt på Norra begravningsplatsen utanför Stockholm.